# Jacques Billant
Jacques Billant, né le 20 janvier 1960 à Auch (Gers), est un ancien militaire et haut fonctionnaire français. Il est haut-commissaire de la République en Nouvelle-Calédonie depuis mai 2025.
Diplômé de Saint-Cyr, il a servi pendant près de deux décennies comme officier dans le génie parachutiste. Par la suite, il a intégré le corps des sous-préfets en 1999 et a notamment été préfet de l'Ariège, de la Dordogne, de la Guadeloupe, du Puy-de-Dôme, de La Réunion et du Pas-de-Calais entre 2009 et 2025.

## Biographie
Diplômé de l’École spéciale militaire Saint-Cyr et diplômé d’état-major, Jacques Billant est instructeur. Il sert pendant 17 années comme officier, surtout dans le génie parachutiste. Il a servi dans le cadre de la Force de protection des Nations unies en ex-Yougoslavie. Il intègre le corps des sous-préfets en novembre 1999 et assure diverses missions comme chef de cabinet auprès de Marie-José Roig, ministre déléguée à l'Intérieur puis auprès de la garde des Sceaux Rachida Dati.
Il est préfet de l'Ariège de juillet 2009 à juin 2011, puis de la Dordogne, jusqu'en avril 2015.
En 2015, en conseil des ministres, il est nommé préfet de la Guadeloupe et représentant de l’État dans les collectivités de Saint-Barthélemy et de Saint-Martin. Il demeure en poste jusqu'à sa nomination à la tête de la préfecture du Puy-de-Dôme. En octobre 2018, il rejoint le ministère de l'Agriculture et de l'Alimentation en tant que directeur de cabinet du ministre Didier Guillaume.
En mai 2019, il est nommé préfet de La Réunion et succède à Amaury de Saint-Quentin le 17 juin. 
Le 20 juillet 2022, il est nommé préfet du Pas-de-Calais succédant à Louis Le Franc et quitte La Réunion le 1er août.
Le 9 avril 2025, il est nommé haut-commissaire de la République en Nouvelle-Calédonie.

## Récompenses et distinctions
- Chevalier de la Légion d'honneur en 2014[7]
- Commandeur de l'ordre national du Mérite
- Croix de la Valeur militaire
- Commandeur de l'ordre du Mérite agricole (2018) en qualité de directeur de cabinet du ministre de l'Agriculture et membre du conseil de l'ordre du mérite agricole[8],[9]
- Croix du combattant
- Médaille de la Défense nationale, échelon argent
- Médaille de reconnaissance de la Nation
- Médaille commémorative française
- Médaille d'honneur de l'administration pénitentiaire, bronze
- Médaille d'honneur de l'engagement ultramarin, échelon or (2022)[10]
- Médaille de l'ONU pour l'ex-Yougoslavie

## Vie privée
Jacques Billant est marié et père de quatre enfants en 2022.